# Touristeninsel
Touristeninsel wird im Allgemeinen eine überwiegend zu Freizeitzwecken genutzte Insel genannt.
Im Pazifik, im Indik und im Atlantik liegen ungezählte einst unbewohnte Inseln, die allein zu touristischen Zwecken erschlossen wurden. Zahlreiche dieser Inseln bestehen heute nur noch aus einer Hotel- oder Ferienanlage oder einem Resort, deren jeweilige Fläche mit der der Insel nahezu identisch ist. Dies trifft zum Beispiel auf fast alle Touristeninseln der Malediven (dort Resort Islands genannt) zu.
Touristeninseln werden manchmal sogar künstlich angelegt; siehe etwa das Bauprojekt Palm Islands.
Der Begriff Touristeninsel wird allerdings auch mit Inseln in Verbindung gebracht, die zwar sehr wohl über eine ständige Einwohnerschaft verfügen (etwa Mallorca), allerdings stark touristisch frequentiert sind.